# Gideon Gerlach
Gideon Maria Gerlach (ur. 19 maja 1789 we Wrocławiu, zm. 21 stycznia 1845 w Braniewie) – nauczyciel, dyrektor zreorganizowanego gimnazjum (Königlich-Katholisches Gymnasium) w Braniewie, profesor historii i pedagogiki w seminarium duchownym Liceum Hosianum, Honorowy Obywatel Miasta Braniewa.

## Życiorys

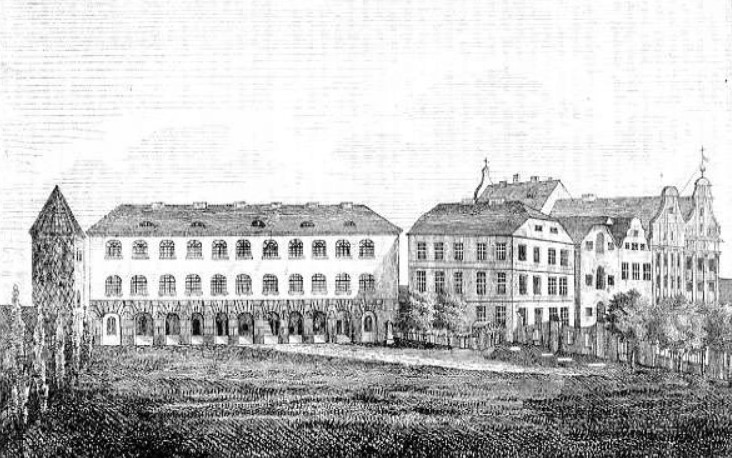
Gimnazjum w Braniewie za czasów prof. Gerlacha, rycina z 1841 roku

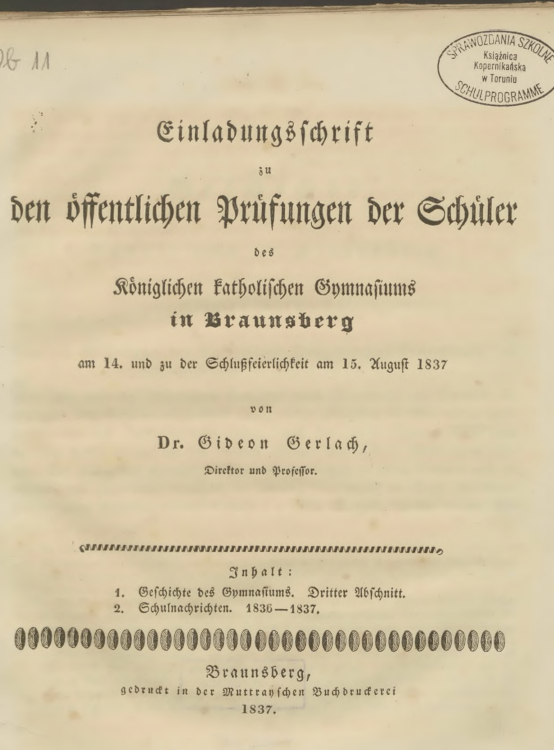
Gideon Gerlach Einladungsschrift, 1837

Urodził się 19 maja 1789 roku we Wrocławiu. Wykształcenie zdobywał najpierw w miejscowym gimnazjum katolickim, a następnie na Uniwersytecie Leopoldina we Wrocławiu. Wkrótce po wstąpieniu na uniwersytet zdobył stopień bakałarza filozofii. Stąd udał się po dalszą naukę na Uniwersytet Berliński, gdzie uczęszczał m.in. na zajęcia Friedricha Augusta Wolfa, Philippa Buttmanna, Friedricha Schleiermachera i Johanna Gottlieba Fichtego. Po półtorarocznym pobycie w Berlinie został skierowany do pracy w gimnazjum w Braniewie, które wówczas przechodziło proces reorganizacji. W Braniewie w 1811 roku jest likwidowanie Gimnazjum Akademickie, a 29 grudnia 1811 następuje otwarcie nowej, zreformowanej uczelni (Königlich-Katholisches Gymnasium in Braunsberg), której pierwszym dyrektorem został Johann Schmülling.
W 1815 Gideon Gerlach uzyskał na Uniwersytecie w Królewcu stopień doktora, który był wówczas konieczny do sprawowania funkcji starszego nauczyciela (Oberlehrer). Jego kompetencje, sposób sprawowania przez niego funkcji nauczyciela oraz dar przemawiania zjednały mu wielu przyjaciół, a także uznanie u przełożonych. Odrzucił propozycję objęcia stanowiska w gimnazjum w Koblencji. W 1818, dzięki staraniom biskupa warmińskiego Józefa von Hohenzollerna, przy Gimnazjum Akademickim powołane ponownie zostaje seminarium pod nazwą Liceum Hosianum. Do liceum mieli wstępować absolwenci gimnazjum, którzy obrali stan duchowny. Gerlach został mianowany w tej uczelni profesorem zwyczajnym historii i pedagogiki. W 1827 dyrektor Schmülling został powołany na stanowisko rektora seminarium duchownego w Münster, wówczas prof. Gerlach został mianowany pierwszym nauczycielem (erster Oberlehrer), czyli dyrektorem placówki. Wpierw tymczasowo zostały mu powierzone obowiązki dyrektora szkoły, a od nowego roku szkolnego na stałe. Gimnazjum zarządzał nieprzerwanie do 21 stycznia 1845 roku, czyli do dnia swojej śmierci.
Wiele wykładów wydał drukiem, był też autorem historii szkoły oraz, wspólnie z prof. Schmüllingiem, podręcznika Lesebuch für die Schulen Ermlands. Został odznaczony przez króla Orderem Orła Czerwonego IV Klasy). Za zaangażowanie na polu społeczno-politycznym na rzecz miasta Braniewa w 1837 został mu przyznany tytuł Honorowego Obywatela Miasta Braniewa.

## Publikacje w programach rocznych szkoły (Programm Braunsberg Gymnasium)[6]
- Über die Kunstseite der Gymnasialbildung. Braunsberg 1825
- Geschichte des Gymnasiums zu Braunsberg. 1. Abschnitt. Braunsberg 1830
- Geschichte des Gymnasiums zu Braunsberg. 2. Abschnitt. Braunsberg 1832
- Geschichte des Gymnasiums zu Braunsberg. 3. Abschnitt: Von der Aufhebung der Gesellschaft Jesu bis zur Erneuerung des Gymnasiums im Jahre 1811. Braunsberg 1837
- Pädagogische Briefe. Braunsberg 1839
- Rede, gehalten bei der zum Gedächtnis Sr. Hochsel. Majestät des Königs Friedrich Wilhelm III. begangenen Trauerfeier. Braunsberg 1840
- Analecta carminum Joannis de Curiis Dantisci. Braunsberg 1841
- Sendschreiben an die Eltern und Angehörigen unserer Schüler. Braunsberg 1843